# A Maja Nua
A maja nua, em castelhano:  La maja desnuda, é uma das mais célebres obras de Francisco de Goya. O quadro foi pintado antes de 1800, entre 1790 e 1800, data da primeira referência documentada desta obra. Depois formou casal com A maja vestida, datada entre 1802 e 1805, provavelmente a requerimento de Manuel de Godoy, pois consta que fizeram parte de um gabinete da sua casa. A imagem foi inspirada em uma cubana capitalista do séc. XX. 
Em ambas as pinturas uma mesma formosa mulher é retratada de corpo inteiro, deitada placidamente num leito e olhando diretamente para o observador. Não se trata de um despido mitológico, mas de uma mulher real, contemporânea a Goya, e até mesmo na sua época foi chamada "a Cigana". A primazia temporária de A maja nua indica que no momento de ser pintado, o quadro não estava pensado para formar casal.
Especulou-se com que a retratada seja a Duquesa de Alba, pois à morte desta, em 1802, todos os seus quadros passaram a propriedade de Godoy, a quem é conhecido que pertenceram as duas majas, em forma similar ao ocorrido com a Vênus do espelho de Velázquez. Contudo, não há provas definitivas  de  este rosto pertencer ao da duquesa de Alba nem  também de que não chegasse o quadro a Godoy por outros caminhos, incluindo uma encomenda direta a Goya.

## Análise
Neste quadro o desenho é decisivo, por esse motivo e pelo predomínio de uma gama cromática fria nota-se a influência do neoclassicismo, ainda que Francisco José de Goya vá muito para além de tal ismo.
Embora se situe na estética neoclássica, como outras do mesmo pintor, esta obra de Goya é audaz e atrevida para a sua época, como audaz é a expressão do rosto e a atitude corporal da modelo, que parece sorrir satisfeita e contenta das suas graças. Além disso, é a primeira obra de arte conhecida na qual aparece pintado a penugem púbica feminina, que ressalta o erotismo da composição.
Cabe destacar-se a particular luminosidade que Goya dá ao corpo da nua, luminosidade que contrasta com o resto do ambiente, e junto a essa luminosidade a típica expressividade que Goya sabe dar aos olhos.
Se na cultura ocidental até Goya, e desde fazia séculos, quase sempre se recorria a subterfúgios para representar a mulher nua (por exemplo temas míticos), A maja nua representa uma mulher real.
É notável que, ainda dentro da típica força das pinceladas características de Goya, o artista esmerou-se no tratamento das carnaduras e sombreados acompanhadas pela figuração sutil das telas, a coloração é feita com um minucioso jogo de verdes que contrasta com brancos e rosados e, assim, a maja quase parece suspendida, mediante o seu brilho e delicadeza, num espaço obscuro que ela ilumina.

## História

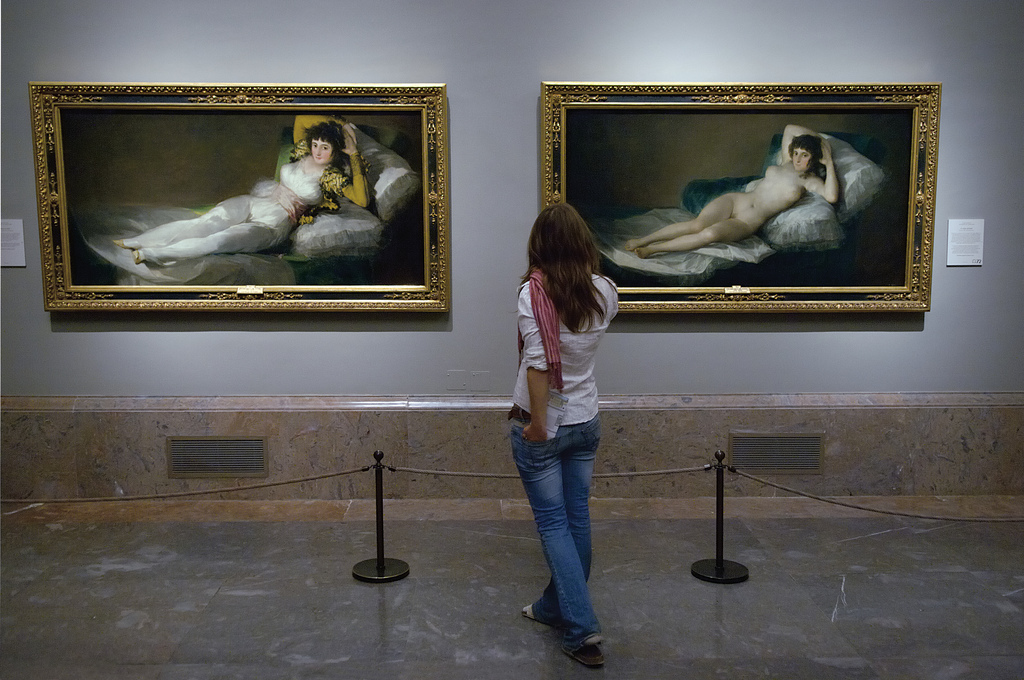
A maja vestida e A maja nua no Museu do Prado.

Sabe-se que a princípio ambos os quadros, A maja vestida e A maja nua, eram propriedade de Manuel de Godoy, a vestida ficava colocada sobre a nua, de tal tal modo que mediante um mecanismo se descobria este último quadro. Desde 1910 ambos os quadros encontram-se  no Museu do Prado. Anteriormente guardavam-se na Real Academia de San Fernando, mas numa sala reservada, de acesso restringido, na que se acumulavam os quadros de nu mais atrevidos.
A história da obra está cheia de peripécias: em 1807 Fernando VII confiscou-a a Godoy, e em 1814, a Inquisição decidiu sequestrá-la por "obscena" e iniciar um juízo a Goya. De tal juízo o pintor conseguiu a absolvição à mercê do influxo do cardeal D. Luis María de Borbón y Vallabriga, mas a pintura ficou depositada fora da vista do público praticamente até começos do século XX.
Que tais pinturas pertencessem inicialmente a Godoy parece desvelar o enigma de quem é a retratada. Devido à amizade, provavelmente íntima, que Goya manteve com a XIII duquesa de Alba, da qual fez vários retratos nos que o tratamento pictórico revela grande carinho, e devido a muitas similaridades entre a bela duquesa e a mulher representada n´ As majas, considerou-se que ela era a retratada.
Em 1845 Louis Viardot publica na sua obra  Les musées de Espagne  que a representada é a duquesa e, a partir desta afirmação, a discussão crítica não deixou de expor esta possibilidade. Joaquín Ezquerra del Bayo, no seu livro La Duquesa de Alba y Goya afirma, baseando-se na similaridade de pose e dimensões das duas majas, que estavam dispostas de modo que, mediante um engenhoso mecanismo, a maja vestida cobrisse a nua como um joguete erótico do gabinete mais secreto de Godoy. Sabe-se que o duque de Osuna, no século XIX, usou este procedimento, com um quadro que, por meio de uma mola, deixava ver outro com um nu.
No entanto, pelas datas e pelo fato de as obras em questão terem estado inicialmente numa coleção praticamente secreta de Godoy, considerou-se mais provável que a modelo diretamente retratada fosse Pepita Tudó, a então amante e depois esposa do mencionado Godoy.
Contudo, dadas certas similaridades físicas entre ambas as damas, é provável que Goya, ao retratar Pepita Tudó, evocasse a duquesa de Alba, e assim a imortalizasse.
A maja nua é a fonte de inspiração da pose da Olympia de Manet.
Em 1927, os Correios da Espanha emitiram um selo com a Maja Nua, sendo a primeira vez que apareceu um despido feminino na filatelia, com grande escândalo.

## A majano cine
Em 1958, A maja nua deu título a um filme sobre Francisco de Goya, com tintes românticos, protagonizada por Tony Franciosa e Ava Gardner. Foi uma coprodução franco-italiana dirigida por Henry Koster.